# Rangel Gerovski
Rangel Gerovski est un lutteur bulgare spécialiste de la lutte gréco-romaine né le 15 janvier 1959 à Karlovo (Bulgarie) et mort le 26 avril 2004 à Sofia.

## Biographie
Lors des Jeux olympiques d'été de 1988, il remporte la médaille d'argent en combattant dans la catégorie des +100 kg kg.